# Wolodymyr Melnykow

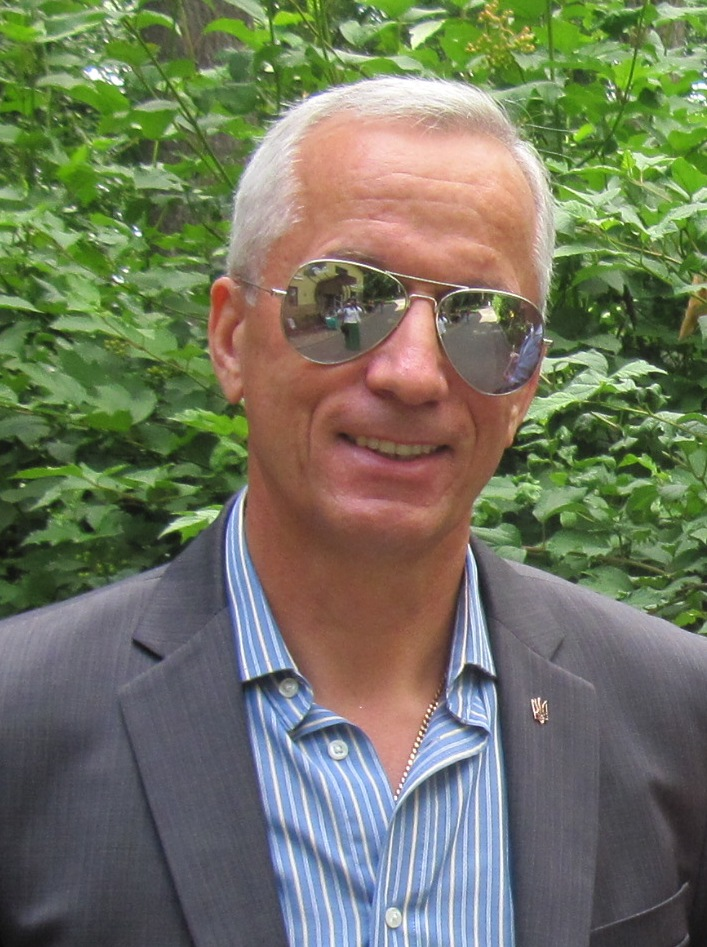
Wladimir Nikolajewitsch Melnikow, 2014

Wolodymyr Mykolajowytsch Melnykow (ukrainisch Володимир Миколайович Мельников; wiss. Transliteration Wolodymyr Mykolajovyč Melnykow; * 14. September 1951 in Czernowitz) ist ein ukrainischer Schriftsteller, Dichter und Komponist. 

## Biographie
Wolodymyr Melnykow wurde 1951 in Czernowitz geboren.
1974 absolvierte er in Minsk die Höhere Militärschule der Luftverteidigung des Landes (Fakultät für Radioingenieurwesen).
Im Jahr 1982 absolvierte er die Militärakademie der Luftverteidigung der Landstreitkräfte (Kiew, Fakultät für Management Engineering).
1987 absolvierte er die Militärakademie der Luftverteidigung der Landstreitkräfte (verteidigte den wissenschaftlichen Grad des Kandidaten der technischen Wissenschaften).
Von 1969 bis 1991 diente er in den Streitkräften der UdSSR (Moskau Bezirk Luftverteidigung, Naro-Fominsk 10; Nördliche Truppengruppe, Legnica; Militärbezirk Turkestan, Mary); 1991 erhielt er den militärischen Rang Oberst und den akademischen Titel Außerordentlicher Professor; vor dem Zusammenbruch der UdSSR diente er als Oberlehrer in der Militärakademie der Luftverteidigung der Landstreitkräfte in Kiew.
Melnykow ist Autor von mehr als 100 wissenschaftlichen Arbeiten und Erfindungen, insbesondere das Handbuch «Entwurf mathematischer Algorithmen für das Funktionieren von funkelektronischen Mitteln».
Von 1992 bis 1995 diente er in dem Verifikationszentrum der Streitkräfte der Ukraine.
Zwischen 1995 und 2001 war er Leiter der Abteilung für internationale militärische Zusammenarbeit und Durchführung internationaler Verträge zur Abrüstung und Rüstungskontrolle der Allgemeinen Militärinspektion unter dem Präsidenten der Ukraine.
Ende 2001 trat er aus dem Militärdienst und ging in den öffentlichen Dienst in die Verwaltung des Präsidenten der Ukraine, wo er stellvertretender Leiter der Abteilung der Hauptverwaltung für die Aktivitäten der militärischen Formationen der Ukraine wurde.
2003 wurde er Leiter der Abteilung für wirtschaftliche Entwicklung in der Staatsverwaltung der Angelegenheiten des Präsidenten.
Im Jahr 2017 wurde er Leiter der Personalabteilung des Nationalen Schriftstellerverbandes der Ukraine.

## Lehrbücher und literarische Veröffentlichungen
- Lehrbuch Entwurf mathematischer Algorithmen für die Funktionsweise radioelektronischer Geräte. Wolodymyr Melnykow. Kiew 1992[4]
- An meine Freunde. Wolodymyr Melnykow. Kiew 2003[5].
- Ukrainer sind keine Papua (Ukraintsi Ne Papuasy ). Wolodymyr Melnykow. Kiew 2004[6].
- Bezmezna Dolia (Unendliches Schicksal). Imir Elnik. Kiew 2014[7].

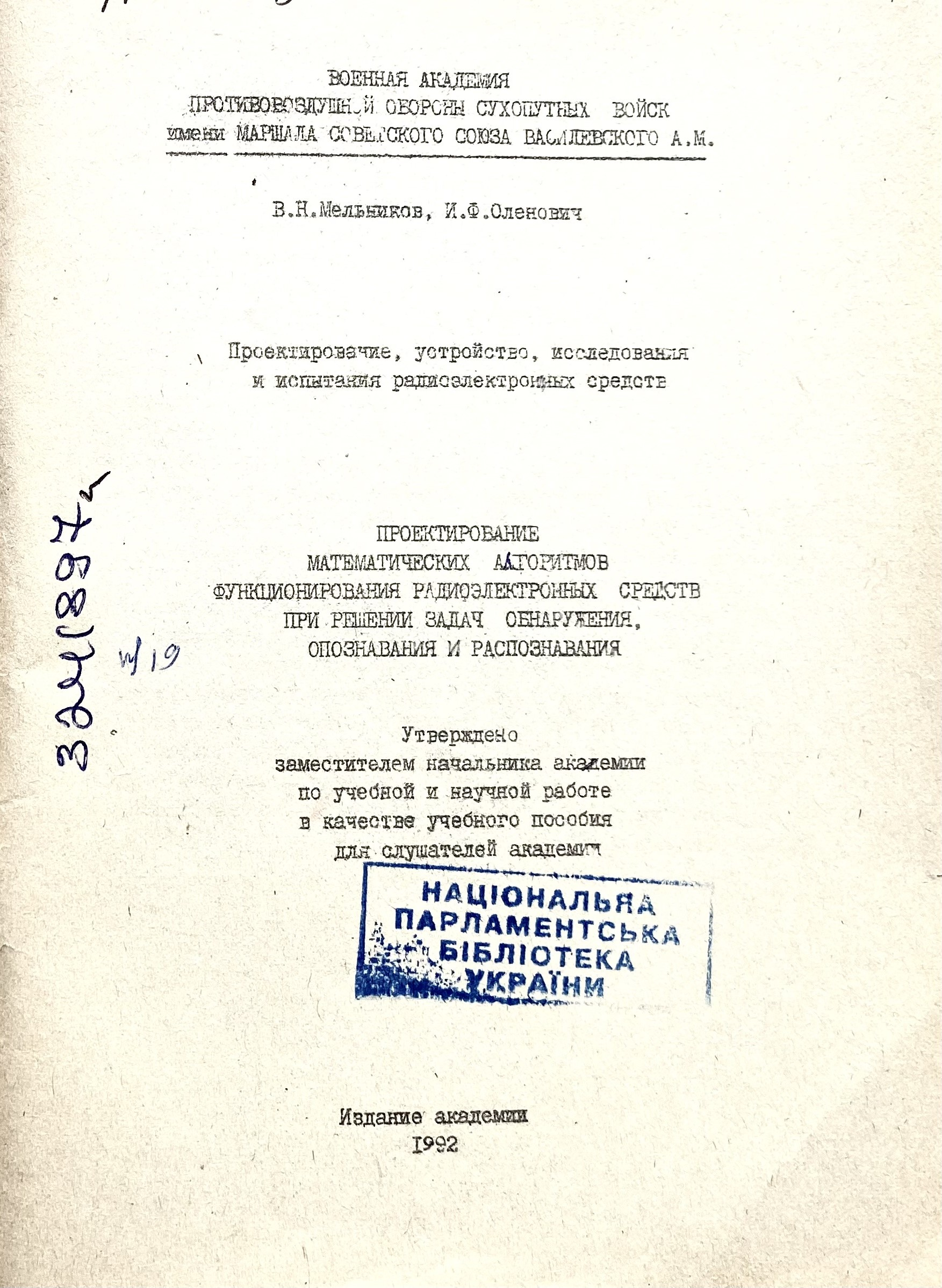
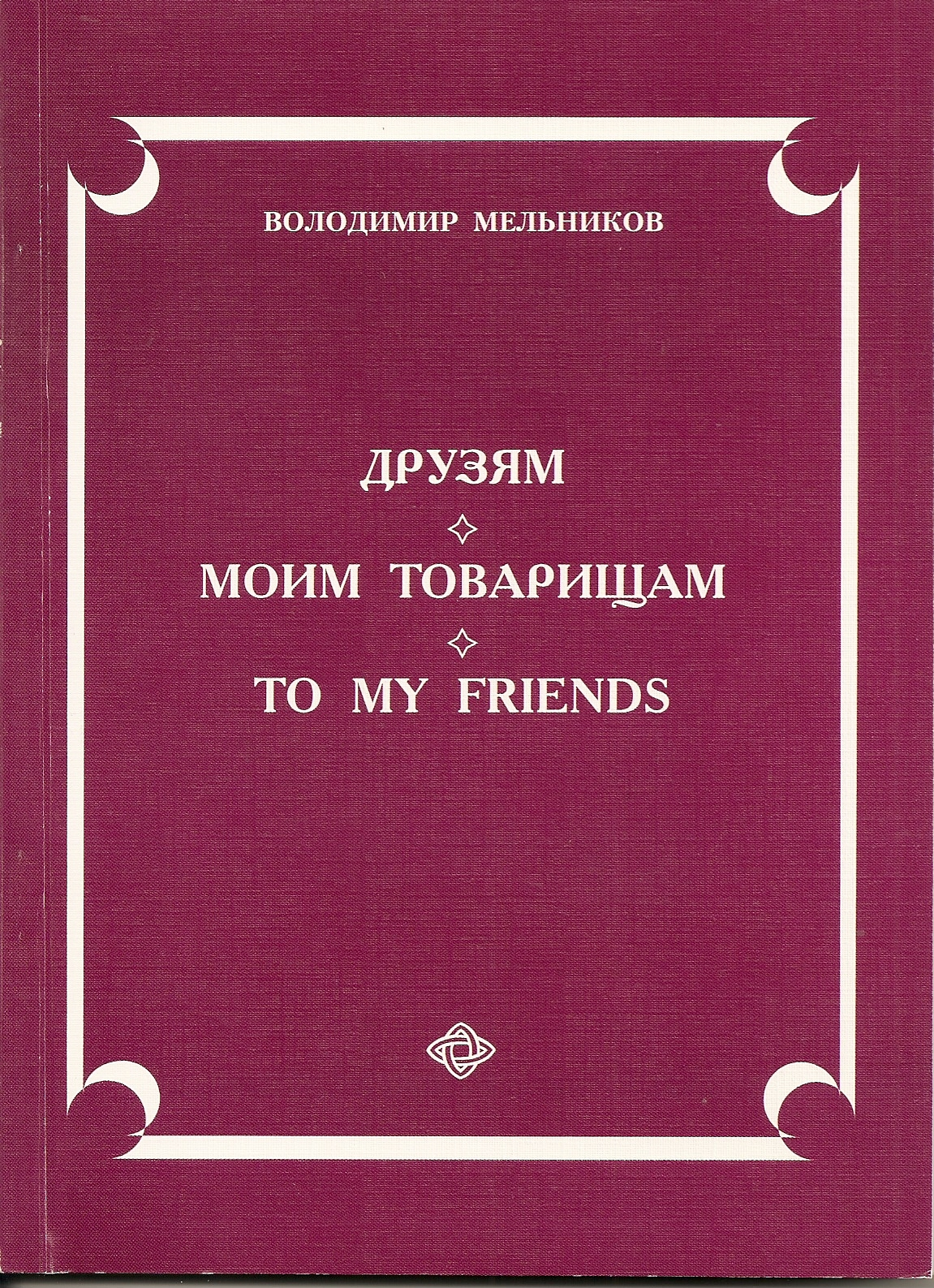
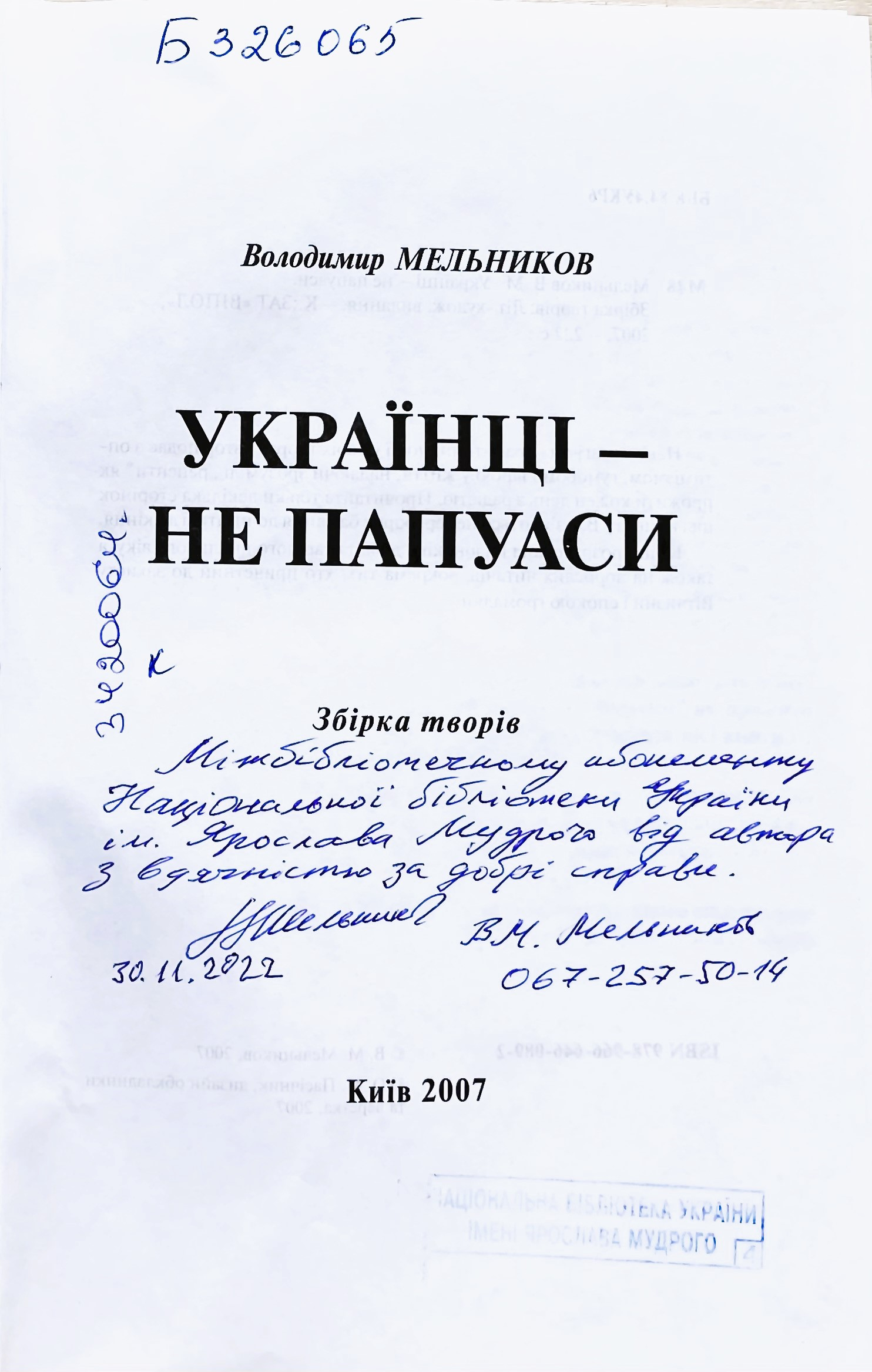
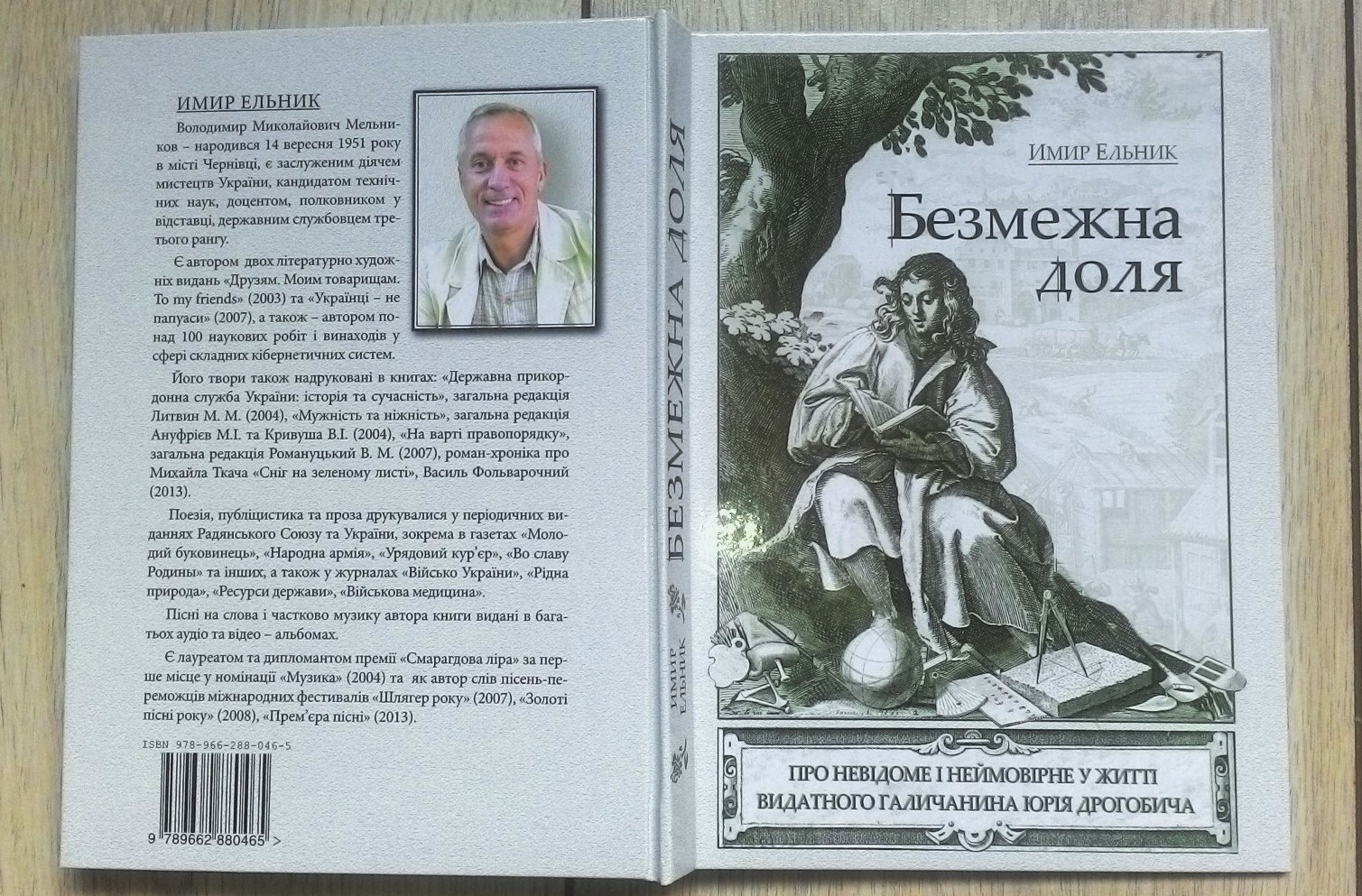

## Auszeichnungen
- Medaille Für den Wehrdienst in die Ukraine (2000)
- Geehrter Arbeiter der Künste der Ukraine (2004)